# Bathyaulax striolatus
Bathyaulax striolatus är en stekelart som först beskrevs av Szepligeti 1914.  Bathyaulax striolatus ingår i släktet Bathyaulax och familjen bracksteklar.

## Underarter
Arten delas in i följande underarter:
- B. s. szepligetii
- B. s. leonis